# Tiahuanaco
Tiahuanaco je prastari, pretkolumbovski grad u bolivijskim Andama koji je skoro 500 godina bio vjerskom i političkom prijestolnicom kulture Tiahuanaco (500. – 1200.) koja se smatra najvažnijom kulturom koja je prethodila Inkama. Nalazi se na zapadnim bolivijskim visoravnima u južnom dijelu bazena jezera Titicaca (bolivijski departman La Paz), oko 72 km zapadno od La Paza i na nadmorskoj visini od 3850 m.
O značenju imena još se raspravlja. Prema mišljenju A. L. Kolata izvorni naziv je bio Taypikhala, što je aymarski za »kamen u središtu«, čime se aludiralo na to da je ovaj grad središte svijeta. Pravi naziv grada je izgubljen jer njegovi stanovnici nisu imali pismo.
Tiahuanaco je upisan na UNESCO-ov popis mjesta svjetske baštine u Amerikama 2000. godine jer »njegovi monumentalni ostaci svjedoče o kulturnom i političkom značaju kulture koja se razlikuje od svih ostalih pretkolumbovskih kultura Amerika«.

## Povijest
Tiahuanaco je u početku sagrađen kao jedan od brojnih gradova s malim hramovima oko 1200. pr. Kr. Ti gradovi kvadratičnih adobe-kuća spojenih pravilnim popločanim ulicama, koji su ovisili o stadima, lovu, ribolovu i nešto poljoprivrede (krumpir, kukuruz, breskve, oka i kinoa), dijelili su kontrolu nad ovim područjem do otprilike 400. godine.
U to vrijeme grad je počeo preuzimati kontrolu i uključivati ostale gradove u čvrsto kontroliranu jezgru regije koja je kasnije postala carstvo Tiahuanaco. Počele su se koristiti ljame za uzgoj vune i kao transportne životinje, počele su se praviti alatke od bakra i specijalizirali su se obrtnici, organiziran je sustav navodnjavanja koji je doveo do procvata poljoprivrede i neizravnog uzdizanja vladarske elite koja je kontrolirala trgovinu vunom od velikih krda alpaka. Njihovo bogatstvo je dovelo do izgradnje velikih javnih građevina od kamena koje su raskošno ukrasili lokalni majstori, ali i popločanih cesta koje su povezivale Tiahuanaco s vazalnim gradovima kao što je Wari u Peruu koji će kasnije postati njegov rival.
Tijekom sljedećih nekoliko stotina godina Tiahuanaco je imao snažan utjecaj na južne i srednje Ande kroz mješavinu strategije kolonizacije, neizravne kontrole i trgovačkih veza koje su se protezale od zapadne obale do istočnih džungli današnje Bolivije, Čilea i Perua. Trgovački putevi ljama (camellones) rasprostirali su se na više od 65 km², bili su širine preko 6 m te svakih 200 m isprekidani vodovodnim kanalima širine 3 m. Kanali su pored primarne vodovodne uloge služili i za prirodno rashlađivanje tijekom dana, što je pridonosilo boljim uvjetima krhke mikroklime poljoprivrednih polja.
Tiahuanaco je doživio vrhunac oko 800. godine kada se rasprostirao na području od oko 6 km² s oko 70.000 kuća u kojima je živjelo oko 125.000 stanovnika. Opadanje grada je započelo u 11. stoljeću, a potpuni se kolaps dogodio u prvoj polovici 12. stoljeća iz nepoznatih razloga. Znanstvenici odbacuju teorije o invaziji i ratnom pustošenju grada te pretpostavljaju da su razlozi bili klimatske promjene koje su dovele do slabih uroda i slabljenja centralističkog sustava kako su njegovi dijelovi stjecali neovisnost.
Grad je prvi opisao španjolski konkvistador i samoproglašeni prvi kroničar Indijanaca, Pedro Cieza de León, 1549. godine kada je slučajno naišao na grad tijekom potrage za gradom Inka Qullasuyuom.
Danas su stare adobe-kuće prekrivene modernim kućama, ali je obredno središte uglavnom sačuvano. Arheološki lokalitet i muzej su u opasnosti od propadanja zbog nedostatka planova iskapanja, bespravne gradnje i nemogućnosti ostvarenja projekta konzervacije koji u potpunosti financira japanska vanproračunska organizacija Funds-in-Trust.

## Odlike
Jezgra drevnoga grada sastoji se od niza ogromnih monumentalnih skulptura. Najveća je piramida Akapana, kamenom obložen terasasti humak dugačak oko 200 m i visok 18 m, okružen kanalom, koji sadrži središnje tzv. potonulo dvorište. Iskapanjem je otkriveno kako je izvorno bio obložen plavim kamenom i da je imao hram na vrhu, što je uobičajeno kod srednjoameričkih piramida. Zidovi manjeg potonulog hrama (Templete) su sačinjeni od 48 stupaca od crvenog pješčenjaka i ispunjeni su mnogim kamenim glavama koje nedvojbeno predstavljaju odrubljene glave poraženih neprijatelja, a koje su vjerojatno bile izlagane u hramu.
Ostale velike konstrukcije uključuju Kalasayu, ogromnu povišenu platformu dugačku 130 m, te terasasti humak koji svojim oblikom podsjeća na slovo T, poznat kao Pumapunku, a za koji se vjeruje kako je služio kao opservatorij. Ispred njega se nalazi vjerojatno najpoznatiji spomenik, Vrata Sunca, isklesana od jedinstvenog monolita s detaljnim bareljefom glavnog božanstava. Božanstvo je prikazano u raskošnoj halji sa žezlom u objema rukama, okruženo antropomorfnim pticama i stojeći na frizu ljudskih lica. jedno od tumačenja je kako se radi o poljoprivrednom kalendaru. Tu su i dva antropomorfna monolita.
Svojom arhitekturom kamenih blokova i sofisticiranim načelima, Tiahuanacu je jasno utjecao na razvoj kasnije arhitekture Inka.

## Vanjske poveznice
- Museo Regional Arqueologico de Tiwanaku (šp.)
- Galerija fotografija